# Сфарљанка (Прахова)
Сфарљанка (рум. Sfârleanca) насеље је у Румунији у округу Прахова у општини Думбравешти. Oпштина се налази на надморској висини од 243 m.

## Становништво
Према подацима из 2002. године у насељу је живело 396 становника, од којих су сви румунске националности.